# グラディエーターサンダル

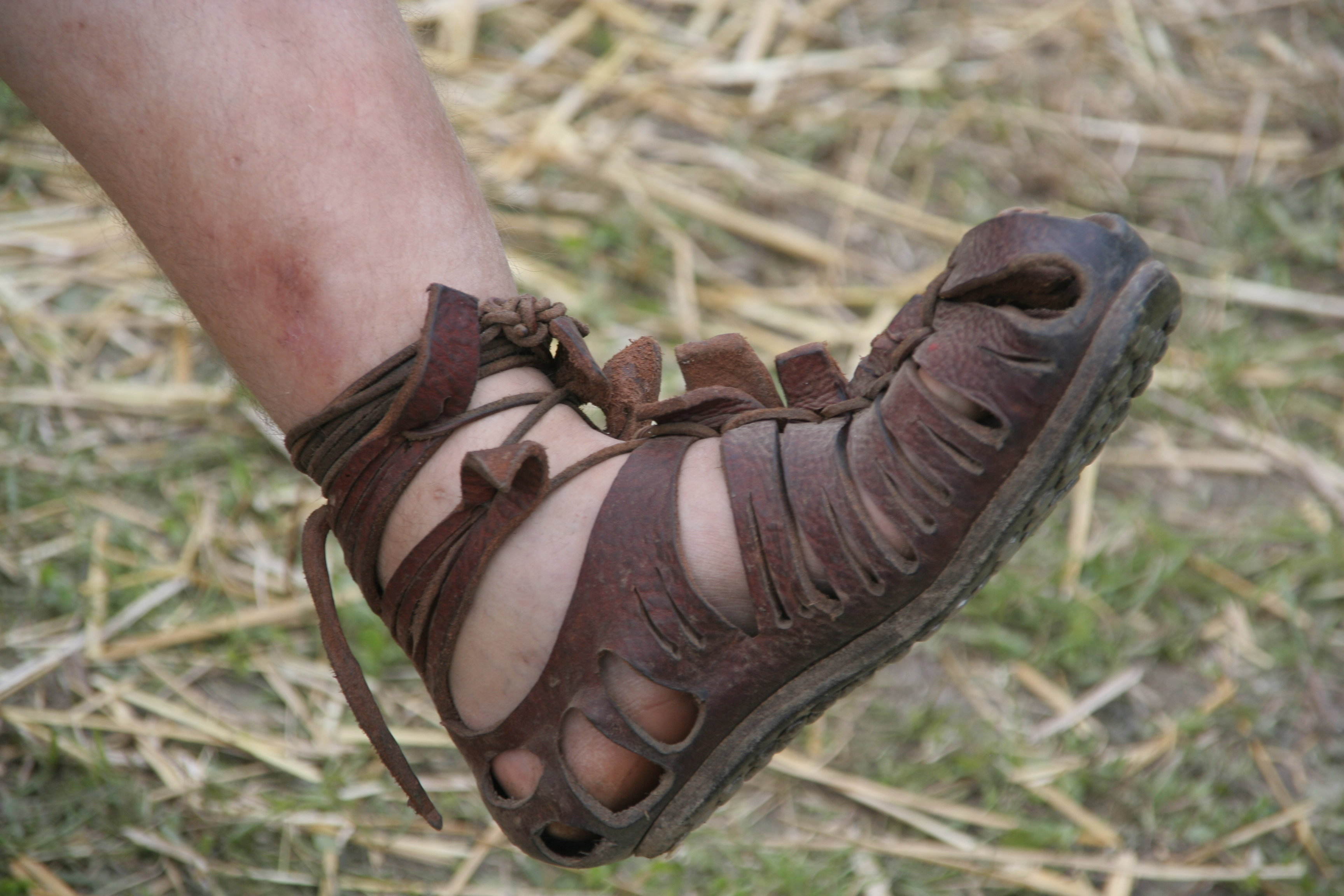
グラディエーターサンダルのモチーフとなっているカリガ （Caliga） 。

グラディエーターサンダル（羅英: Gladiator Sandal）とは古代ローマの剣闘士が着用していたとされる履物を模したサンダルのこと。本来はラテン語でカリガ（羅: Caliga、英: Caligae） と呼ばれる古代ローマ兵士の軍靴をモチーフにしたもの。一般的なサンダルよりもストラップが多く存在し、よりサンダルを固定できる形状となっているものを指す。「ボーンサンダル」とも呼ばれる。

## 概要

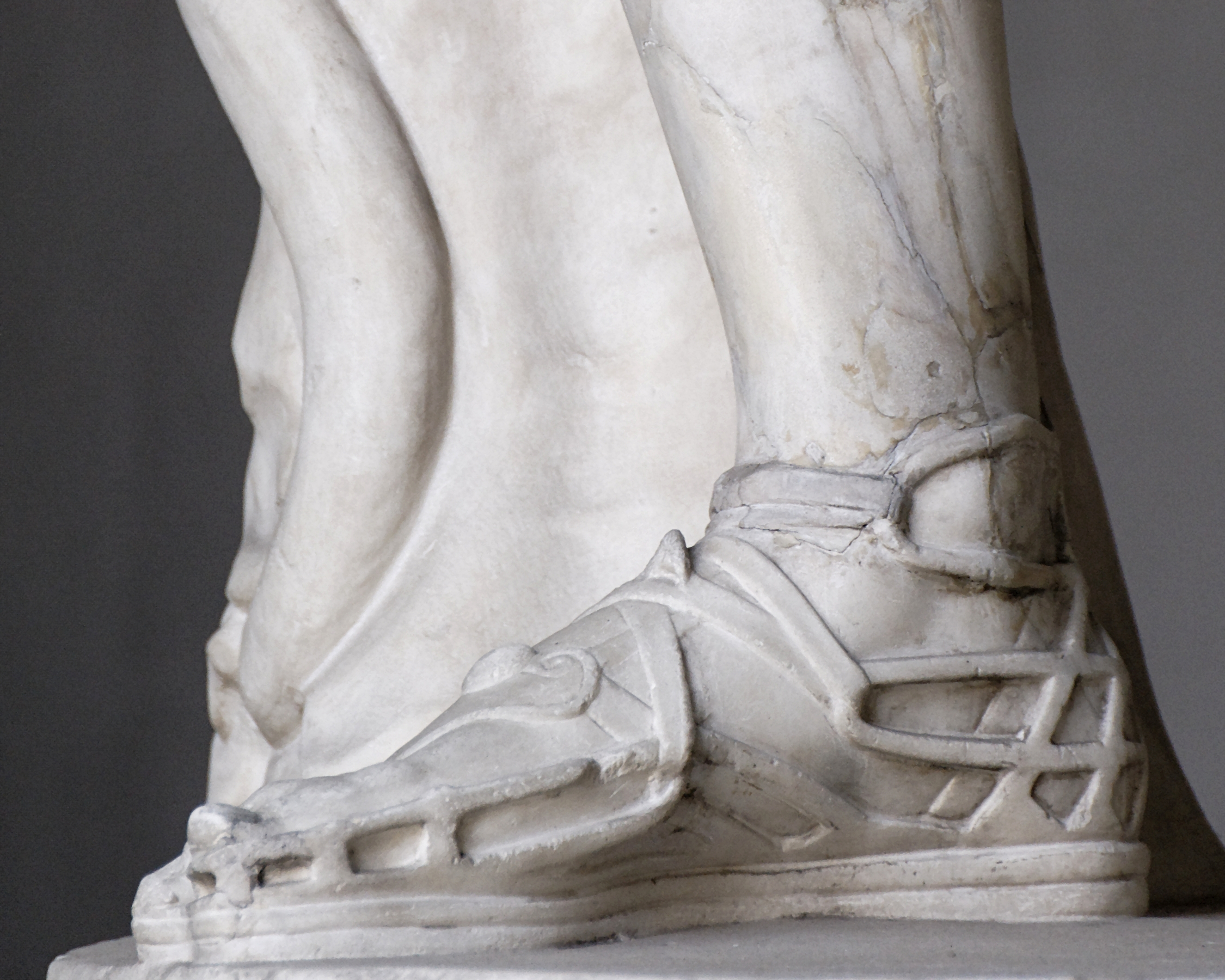
バチカン美術館蔵のアポロン像の右足部分。アポローンが履いているサンダルが「カリガ」である事が分かる。

ヨーロッパにおける格闘技の歴史は古代ギリシャのクレタ島を中心としたエーゲ文明から発祥しており、その文明の影響や格闘技の発展の経緯から古代ローマに剣闘士が根付いたのは歴史上の流れから一般的であると考えられている。また、エーゲ文明ではこれら格闘技は英霊を弔うための墓前競技として日常的に開催されており、その崇拝の対象となった神が太陽神アポローンであった。アポローン像は戦いの象徴として剣闘士やローマ軍が着用していた装着性が高いカリガ （Caliga） と呼ばれるサンダルが施されている。
ファッションアイテムとしてのグラディエーターサンダルが登場したのは2005年である。名称が何故「グラディエーターサンダル」になったというのには諸説があるが、2000年に公開された映画「グラディエーター」が由来しているといわれる。尚、同じく古代ローマを描いた映画から派生したサンダルには1959年に公開された「ベン・ハー」からベンハーサンダルが登場するなどの事例がある。
グラディエーターサンダルを最初に発表したのはバレンシアガで。、翌2006年には同ブランドのグラディエーターサンダルをリンジー・ローハンが着用しているのを目撃され、マーク・ジェイコブスやイミテーション・オブ・クライスト、イヴ・サンローラン、プラダなどのファッションブランドのものをケイト・モス、アシュレー・オルセンなどの人気ハリウッドセレブやスーパーモデルが相次いで着用していた事で話題となった。基本的な形状としてはソールにヒールがほとんど存在しない、比較的平坦なデザインをしている事から古代ローマやエーゲ文明で使用された形状をほぼ踏襲したもので、唯一とも言える根本的な違いは女性が着用する事を目的に考えられている点であった。翌年、先述のハリウッドの有名人らが着用した事で日本にも登場はしはじめたが、ミネトンカ社を代表とするインディアンモカシンブーツやブーティー、ムートンブーツなどの流行、あるいはそれまで流行していたロングブーツから極端なショートブーツ化する等の女性の足元の演出方法の変化に対応できなかった事もあって、本格的な流行は2008年ぐらいからとなった。又、アイテムの呼称に関してはブーツの形状が骨組みのような事から「ボーンサンダル」と呼ばれるなどと混同されていた。

## 定義
グラディエーターサンダルは厳密にどういった形状のものをそう呼称するかという定義が曖昧なファッションアイテムである。一般的にはレザー製やPVC製で複数のストラップが足の甲を覆っているデザインのものを指し、特にサンダルが脱げにくい様に足首部分をストラップで留るタイプを指す場合が多い。又、アキレス腱を保護するプロテクションがついたものもある。サンダルに定義される為、爪先部分は覆われていないのが特徴であり、特に特徴的なものはふくらはぎにも骨組み状のレザーストラップが使用されるものもあり、形状がほぼブーツのようなものもある。ファッションアイテムとして登場した頃はソールが平坦な形状のものが多かったが、日本で流行する2008年頃よりヒールが高いグラディエーターサンダルがより多く登場した。これは東洋人の脚の長さを考慮するとトータルコーディネイトとしても適切で受け入れられやすかった為とも言われる。又、当初は剣闘士を意識してか鋲を打ち込んだデザインが多かったが、次第に華奢なヒールがついたものや、フリンジが付いたり、革だけでなくエナメルやスエード、透明なビニール素材といった様々な素材を使うなど、あるいは前述までの形状を踏襲しながらも今までにない新しい形状をしたアイテムを「進化系グラディエーター」と呼ぶ。但し、爪先まで覆ってしまいすでにサンダルと呼べない進化系グラディエーターなど行き過ぎたデザインのものも見られる。